# 山内首藤俊秀
山内首藤 俊秀（やまのうちすどう としひで）は、平安時代後期の武将。通称は刑部房。

## 生涯
平治の乱で父の山内首藤俊通が討死した後、近江国園城寺の僧慶秀に入門する。治承4年（1180年）の以仁王の挙兵に従うが、平家軍の追撃をうけて宇治橋で応戦するが敗走、同年5月ごろ光明山で討死した。